# Isotomodes trisetosus
Isotomodes trisetosus is een springstaartensoort uit de familie van de Isotomidae. De wetenschappelijke naam van de soort is voor het eerst geldig gepubliceerd in 1923 door Denis.